# Wilfried Zaha
Dazet Wilfried Armel Zaha (Abidjan, 10 de novembro de 1992) é um futebolista marfinense que atua como atacante. Atualmente joga no Charlotte FC, emprestado pelo Galatasaray.

## Carreira
Iniciou-se nas categorias de base do Crystal Palace entre 2002 a 2010, subindo ao time profissional apenas na temporada 2010–11.
No dia 25 de janeiro de 2013 foi comprado pelo  Manchester United  pelo Valor de aproximadamente 12 milhoes de euros, mas, com pouca oportunidade no time foi emprestado para o Crystal Palace na mesma temporada.
No dia 31 de janeiro de 2014 nas últimas horas da janela foi contratado por empréstimo pelo Cardiff City, no valor de 1,80 milhões de euros, ficando apenas pouco tempo no clube.
Em 28 de agosto de 2014, Zaha foi novamente emprestado para o Crystal Palace com direito de compra avaliado em £15 milhões.
No dia 02 de fevereiro de 2015 foi oficialmente contratado em definitivo pelo Crystal Palace.
Na época 2022-23, Zaha apontou sete golos e três assistências em 28 jogos pelo clube inglês, que terminou a Premier League na 11.ª posição. Wilfried Zaha encerrou sua passagem pelo Crystal Palace ao fim da temporada 2022-23, equipa que representou nos últimos nove anos: fez 315 jogos e marcou 70 golos.
O Galatasaray oficializou em 24 de julho de 2023, a contratação de Wilfried Zaha. Num comunicado divulgado nas redes sociais, o clube informou que rubricou um contrato válido por três temporadas, por um valor total de 13 milhões de euros e 50 mil euros – quatro milhões e 350 mil euros por época.

## Seleção Marfinense
Zaha representou o elenco da Seleção Marfinense no Campeonato Africano das Nações de 2017.

## Títulos
Manchester United
- Supercopa da Inglaterra: 2013